# Anastasija Rodionova
Anastasija Ivanovna Rodionova (russisk: Анастасия Ивановна Родионова; født 12. maj 1982 i Tambov, Sovjetunionen) er en professionel tennisspiller fra Rusland.